# Helena de Menezes
Helena Cardoso de Menezes (Salvador, 22 de janeiro de 1927 – dezembro de 2020) foi uma velocista brasileira. Ela representou o Brasil nos Jogos Olímpicos de Verão de 1948, realizados em Londres, no Reino Unido, e nos Jogos Olímpicos de Verão de 1952, realizados em Helsinque, na Finlândia, tendo competido nas provas de 100 e 200 metros rasos e no salto em distância.